# Transoxanie

Transoxanie mezi řekami Amudarja a Syrdarja, které ji přibližně vymezují

Transoxanie nebo také Transoxánie („země za Amudarjou“), z arabštiny Máveránnahr je část střední Asie přibližně odpovídající dnešnímu Uzbekistánu, Tádžikistánu a jihozápadnímu Kazachstánu. Pomocí geografických mezníků lze Transoxanii vymezit jako území mezi řekami Amudarjou (ve starověku zvána řecky Ὦξος – Oxos) a Syrdarjou. Tímto jménem se dotyčné území obvykle označuje pro dobu starověku či počátek středověku, i když jej někteří autoři používají pro současnou dobu. Centry Transoxanie byla města Buchara a Samarkand.